# Gesellschaft für Musikforschung
Die Gesellschaft für Musikforschung (GfM) ist ein Fachverband der in Deutschland in Studium, Forschung und Lehre tätigen Musikwissenschaftler und Instiitute. Sie hat rund 1600 Mitglieder. Sitz des Vereins ist Kassel (Hessen).
Die Gesellschaft wurde 1946 gegründet, nachdem es schon eine Vorgängerinstitution gegeben hatte. Sie befasst sich mit Fragen der Musikgeschichte, Musikethnologie und der Systematischen Musikwissenschaft. Die Gesellschaft fördert die musikwissenschaftliche Forschung außerdem auch im Dialog mit anderen Disziplinen. Darüber hinaus versteht sie sich als Vermittlungsorgan von Erkenntnissen aus dem Gebiet der Musik an die Öffentlichkeit.
Die Gesellschaft gibt im Bärenreiter-Verlag die wissenschaftliche Zeitschrift Die Musikforschung heraus und arbeitet zudem mit den Verlagen Breitkopf & Härtel, Henle, Laaber, Georg Olms und Schott zusammen.
Im jährlichen Turnus wird eine wissenschaftliche Tagung mit Symposien, Vorträgen und Veranstaltungen der Fachgruppen organisiert; im vierjährigen Turnus als „Internationaler Kongress der Gesellschaft für Musikforschung“.
Die Gesellschaft für Musikforschung ist beteiligt an den Fachinformationsinfrastrukturen musiconn - Für vernetzte Musikwissenschaft (zuvor: ViFa Musik, 2011–2020) und  NFDI4Culture.

## Ehrenmitglieder der Gesellschaft für Musikforschung
- Anna Amalie Abert
- Richard Baum
- Hanspeter Bennwitz
- Georg von Dadelsen
- Rudolf Eller
- Ludwig Finscher
- Günther Henle
- Anthony van Hoboken
- Friedhelm Krummacher
- Helga Lühning
- Helga de la Motte-Haber
- Christoph-Hellmut Mahling
- Hanns Neupert
- Klaus Wolfgang Niemöller
- Wolfgang Rehm
- Martin Ruhnke
- Barbara Scheuch-Vötterle
- Artur Simon
- Rudolf Stephan
- Walter Wiora
- Frieder Zschoch